# ランチマネー・ルイス
ランチマネー・ルイス（Lunchmoney Lewis, 本名：Gamal Lewis（ガマル・ルイス）, 1988年1月11日 - ）は、アメリカ・フロリダ州マイアミ出身のR&B/ヒップホップシンガーである。

## 来歴
フロリダ州マイアミにて、ジャマイカ出身のレゲエグループ、インナー・サークルの中心メンバー、ロジャー・ルイスの息子として生まれる。
幼少期よりモータウンを中心とした、R&Bアーティストに親しむと共に、ハイスクール時代から自宅のスタジオに入り、ソングライターとして活動。やがてプロデューサー/ソングライターのサラーム・レミに認められ、2014年にロサンゼルスへ活動拠点を移すと、プロデューサー/ソングライターのドクター・ルークの下で、ニッキー・ミナージュのアルバム『The Pink Print』に収録の "Trini Dem Girls" でラッパーとして参加。この他にも、ジェシー・J のアルバム『Sweet Talker』に収録の "Burnin'Up"、フィフス・ハーモニーのアルバム『Reflection』に収録の "Bo$$" などの曲を提供し、ソングライターとして評価される。
2015年2月に、前出のドクター・ルークの設立した、ソニー・ミュージック傘下のケモサベ・レコーズより、シングル "Bills" でデビューを果たす。"Bills" はオーストラリアのARIAシングルチャートで1位、イギリスの全英シングルチャートで2位、ニュージーランドのシングル・トップ・100で6位を記録するヒットとなる。同年4月21日には "Bills" を収録した『Bills EP』を発表し、これにより日本デビューも果たす。